# مظفریه
مظفریه، روستایی در دهستان کوت عبدالله بخش مرکزی شهرستان کارون در استان خوزستان ایران است. این روستا، مرکز دهستان کوت عبدالله است.

## جمعیت
بر پایه سرشماری عمومی نفوس و مسکن در سال ۱۳۹۵، جمعیت این روستا ۱٬۰۰۵ نفر (۲۷۴ خانوار) بوده است.